# Nicodemus Tessin der Ältere

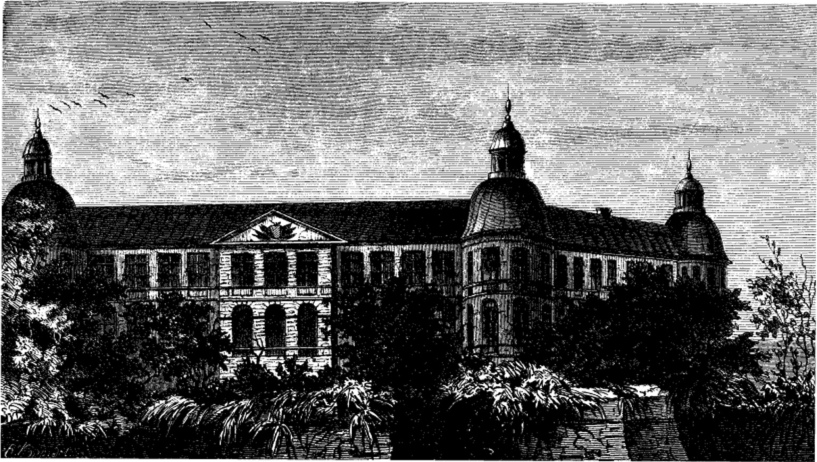
Schloss Borgholm vor dem Verfall nach dem Brand von 1806

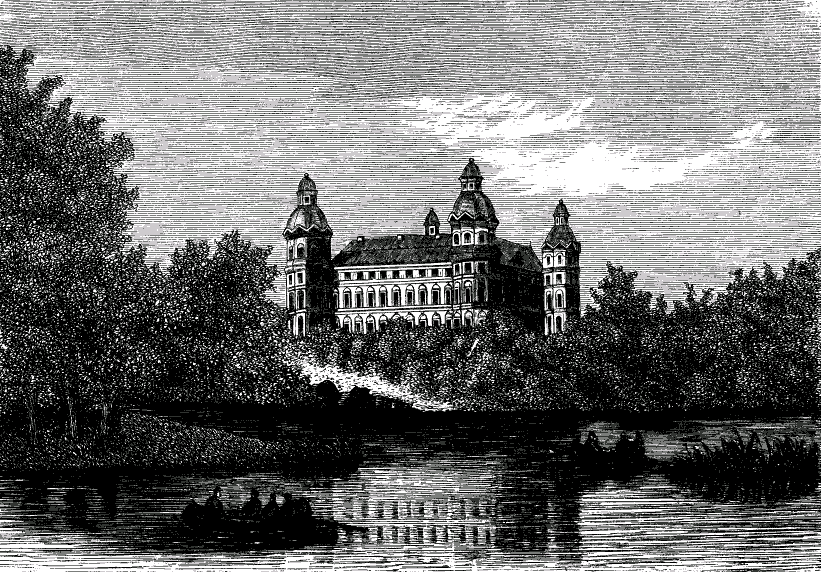
Schloss Skokloster

Nicodemus Tessin der Ältere (* 7. Dezember 1615 in Stralsund; † 24. Mai 1681 in Stockholm) war einer der wichtigsten Architekten Schwedens während der zweiten Hälfte des 17. Jahrhunderts. Er war königlicher Architekt ab 1646, Stockholmer Stadtarchitekt ab 1661 und Hofarchitekt ab 1676.

## Leben
Nicodemus Tessin wurde in Stralsund geboren und kam als Jüngling nach Schweden, wo er zuerst als Festungsingenieur arbeitete. Im Kontakt mit dem Architekten Simon de la Vallée bekam er seine erste Architekturausbildung, nach dessen Tod arbeitete er auch mit dem Sohn Jean de la Vallée weiter zusammen. Nach einigen kleineren Aufträgen des Reichskanzlers Axel Oxenstierna wurde er auf eine Studienreise geschickt, die ihn nach Deutschland, Italien, Frankreich und in die Niederlande führt, wo er dem Barockstil begegnete. Seine erste größere Aufgabe nach der Rückkehr war der Umbau des Schlosses Borgholm auf Öland. Danach baute er das Schloss Skokloster und das Wrangelsche Palais in Stockholm. Der Höhepunkt seiner Karriere als Architekt aber bildete die Planung des Schlosses Drottningholm, heute ein UNESCO-Welterbe. Am 20. Juli 1674 wurde er in den schwedischen Adelstand gehoben und 1675 auf den Ritterhaus Introduziert (Nr. 859).
Als Tessin 1681 starb, übernahm sein Sohn Nicodemus Tessin der Jüngere, der ebenfalls Architekt war, seine Aufträge.
Im Jahr 1951 wurde in Wien-Favoriten (10. Bezirk) die Tessingasse nach Nicodemus Tessin dem Älteren und seinem Sohn benannt.

## Werke
Unter anderem schuf Nicodemus Tessin d. Ä. folgende Werke:
- Schloss Drottningholm, Lövö
- Schloss Skokloster, Slottskogen
- Schloss Strömsholm, Strömsholm
- Schloss Näsby, Täby
- Stenbocksches Palais, Stockholm
- Wrangelsches Palais, Stockholm
- Bååtska palatset, Stockholm
- Dom zu Kalmar, Kalmar

## Bilder einiger Werke

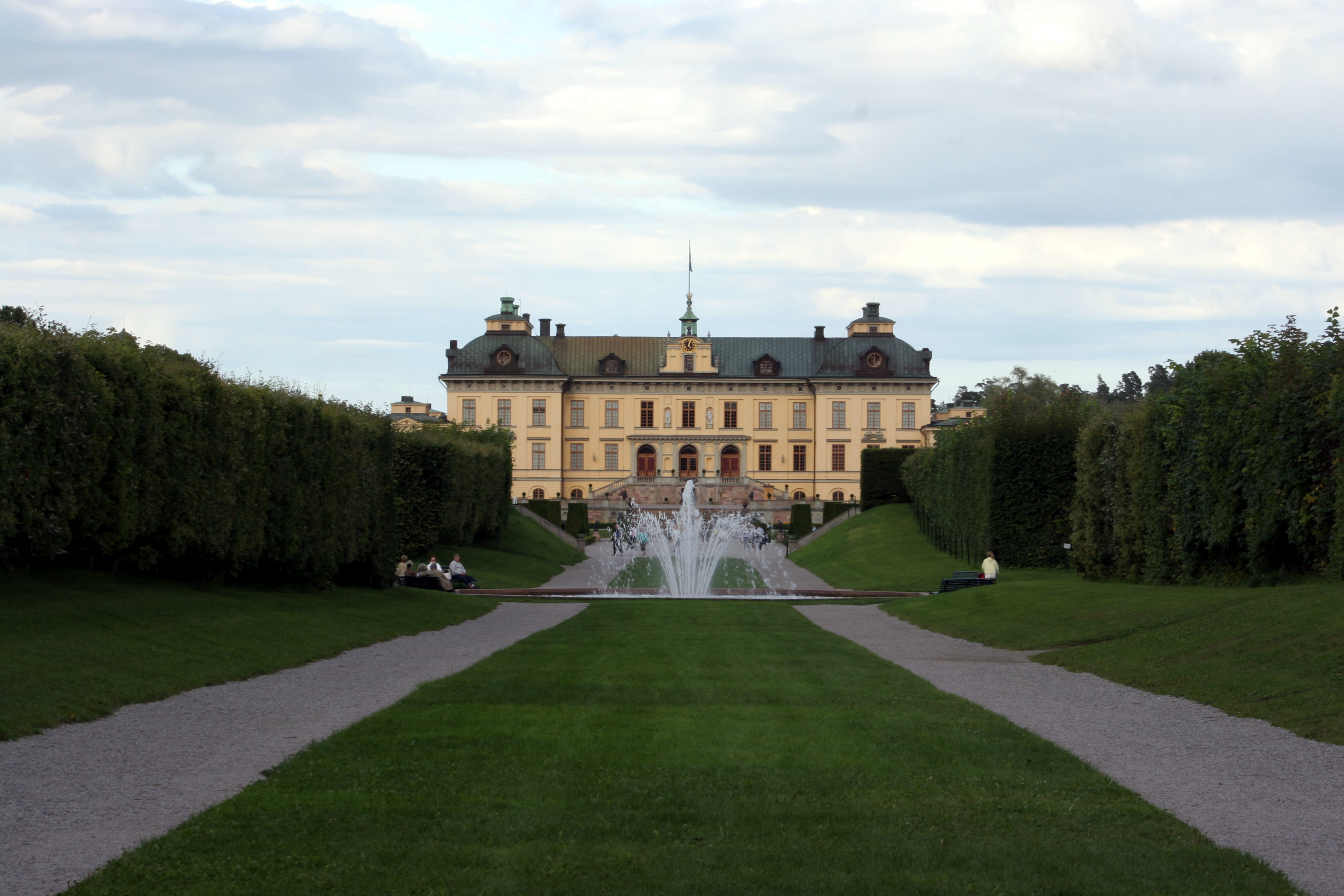
Schloss Drottningholm nahe Stockholm
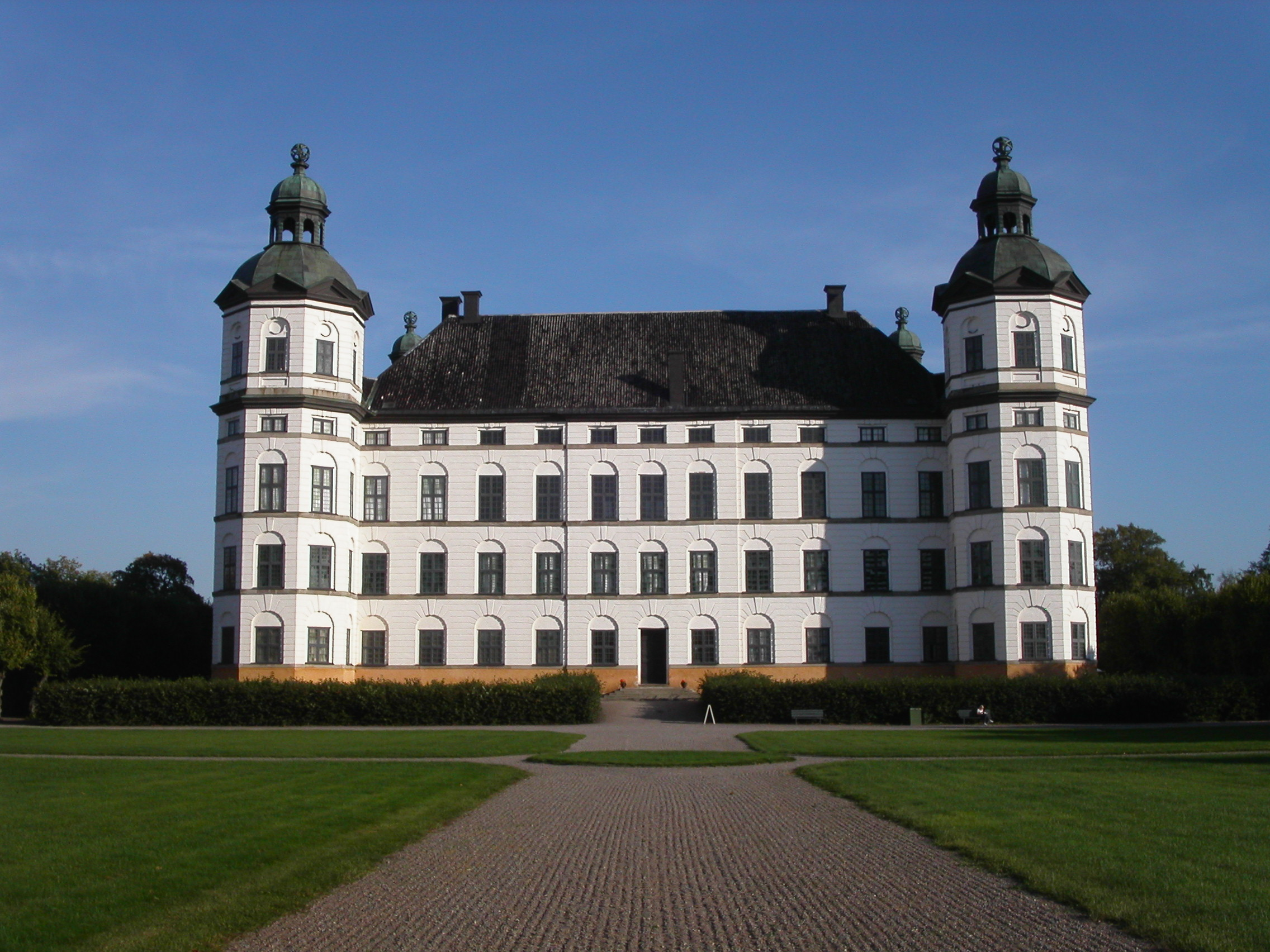
Schloss Skokloster
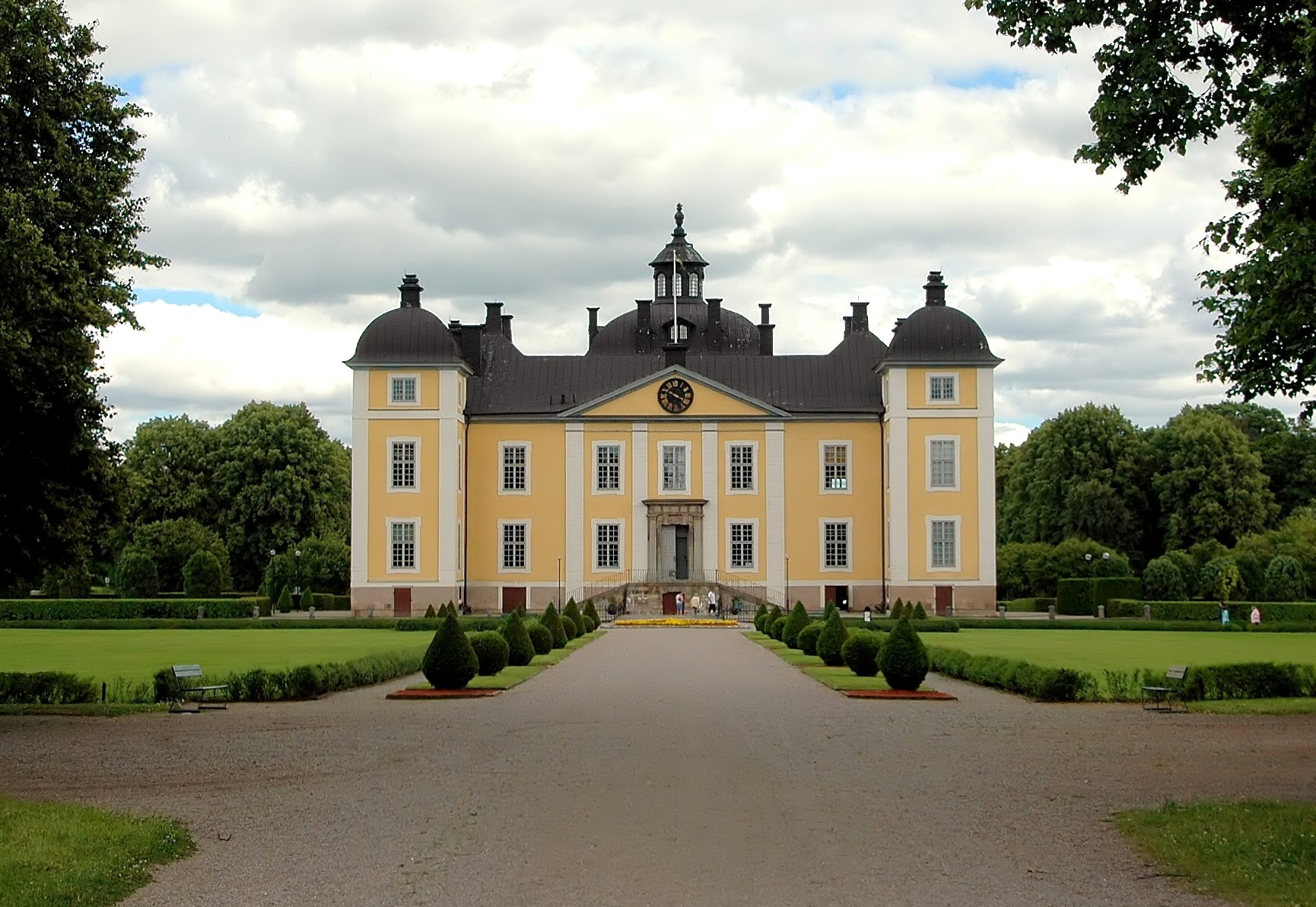
Schloss Strömsholm
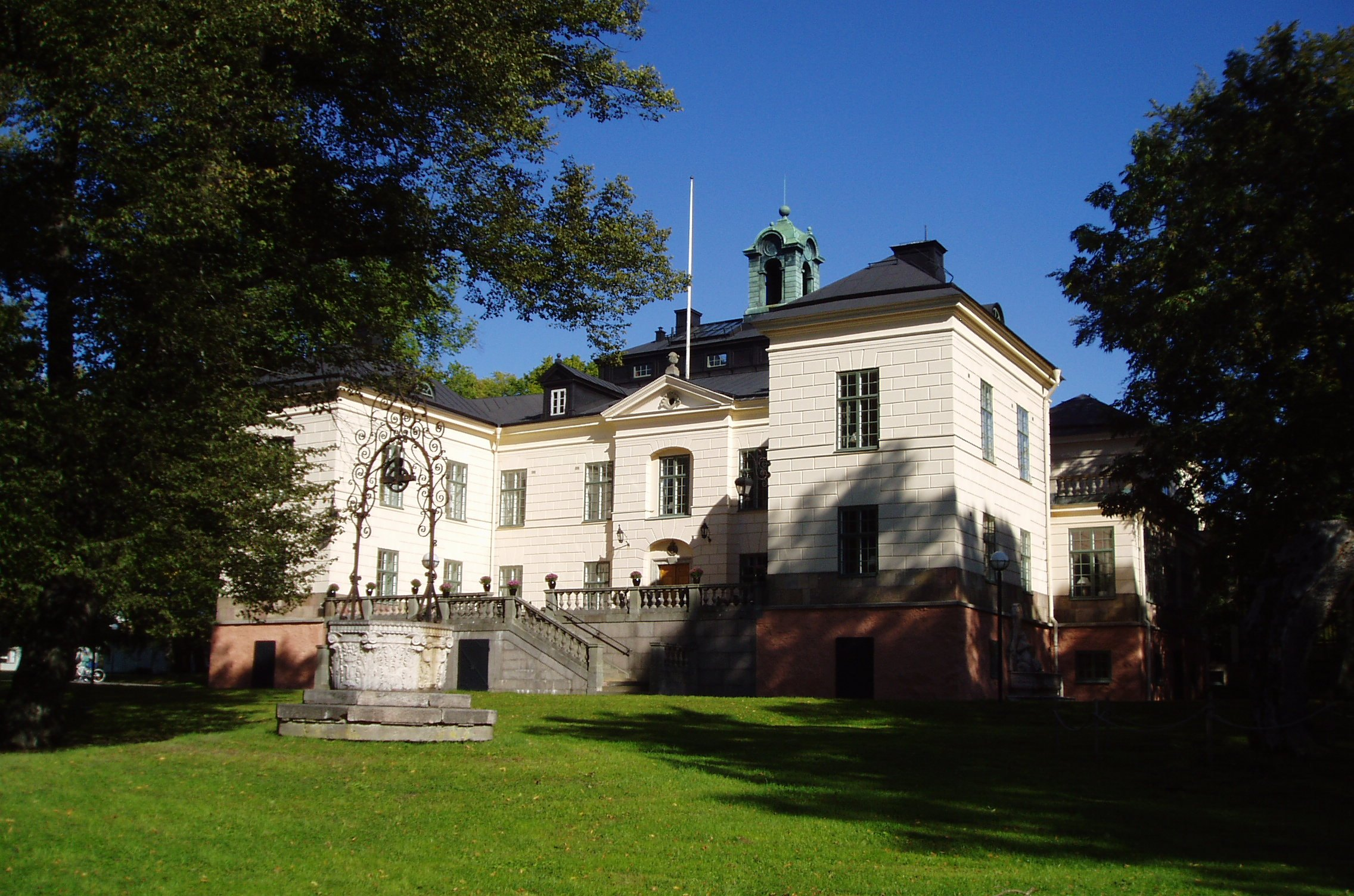
Schloss Näsby nahe Stockholm
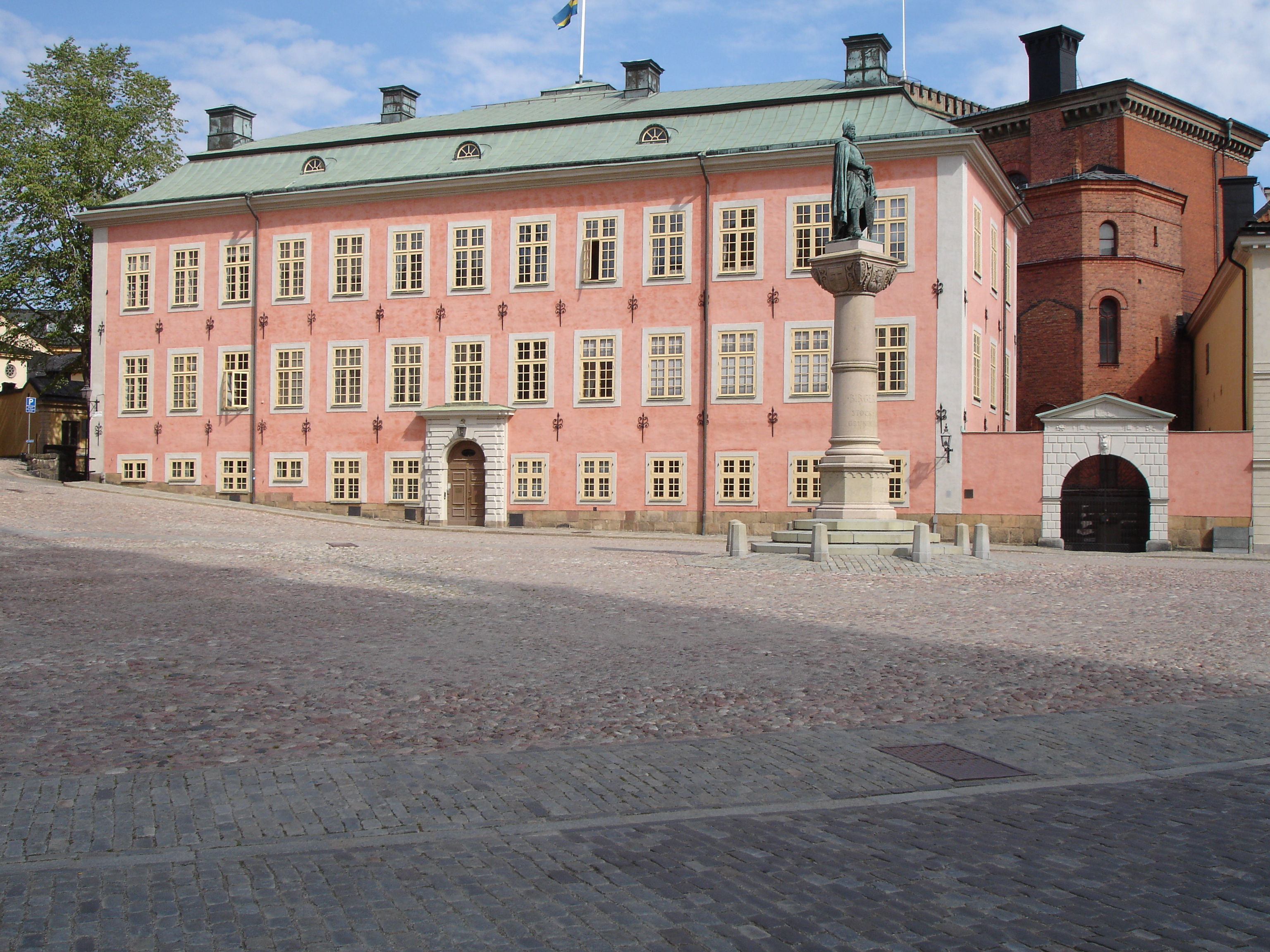
Stenbocksches Palais in Stockholm
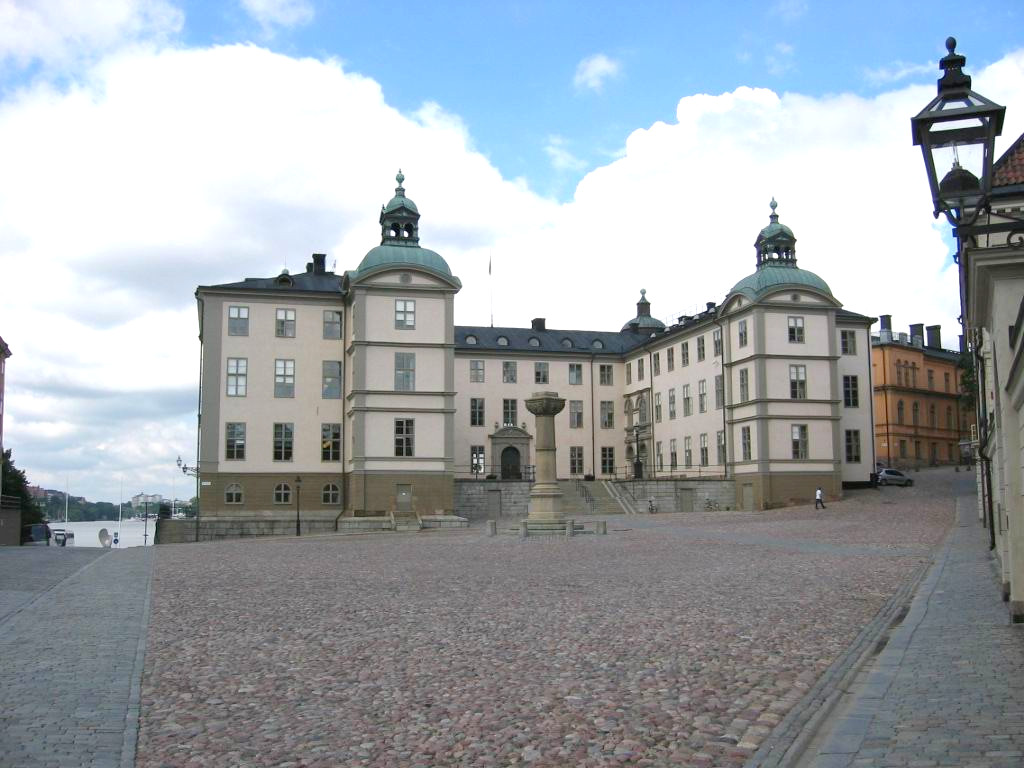
Wrangelsches Palais in Stockholm
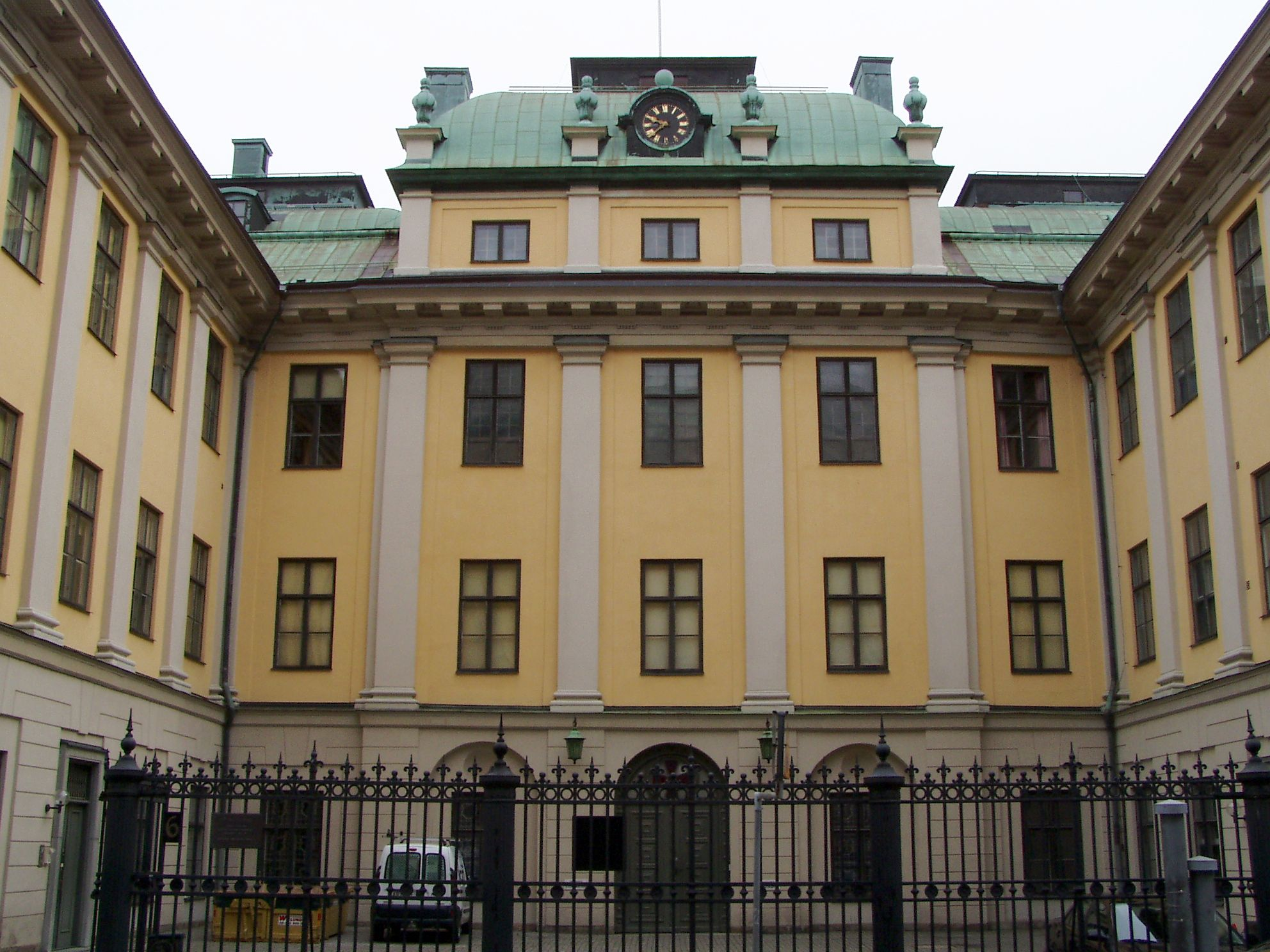
Palais Bååtska zu Stockholm
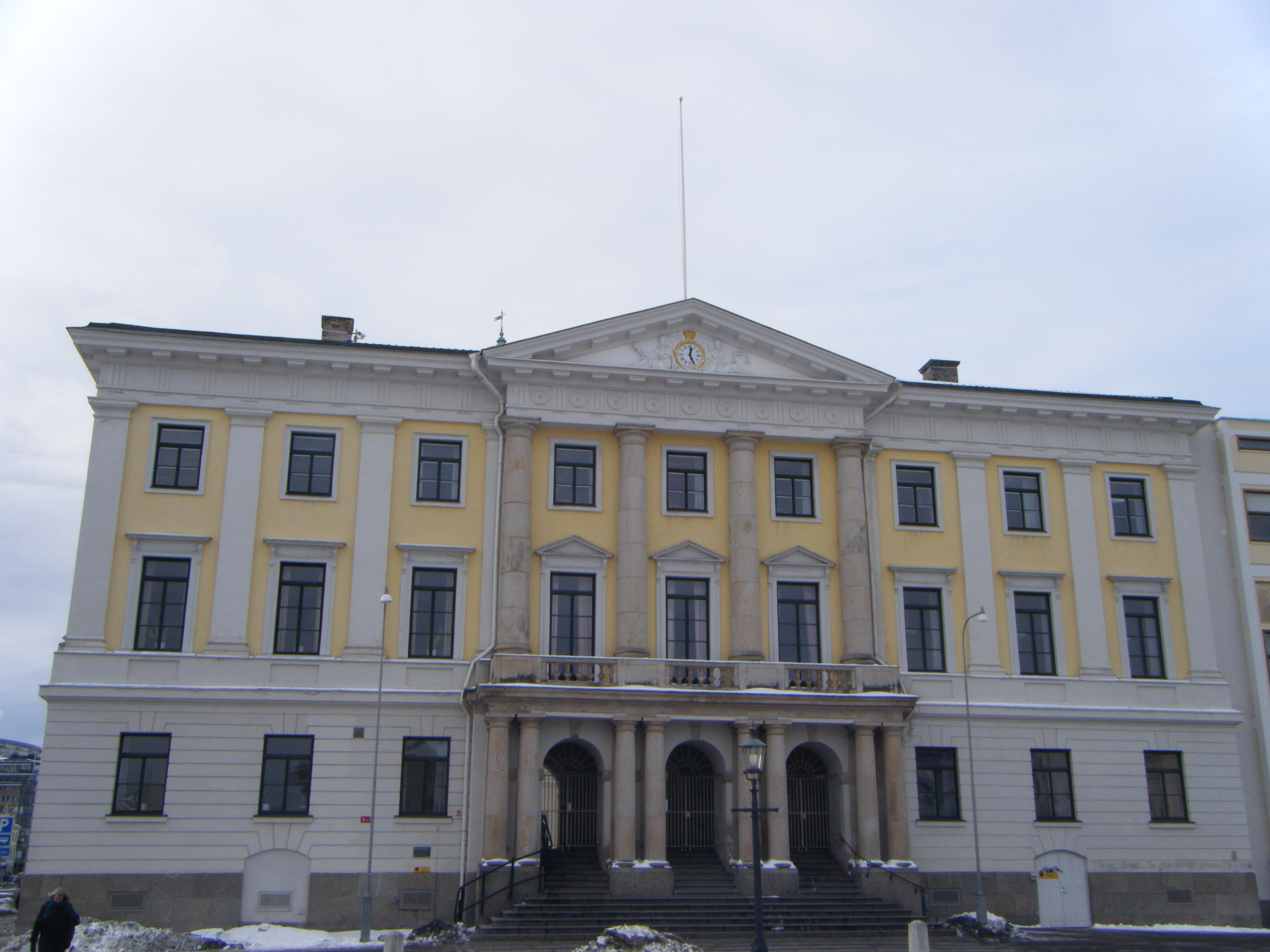
Rathaus zu Göteborg (1672)
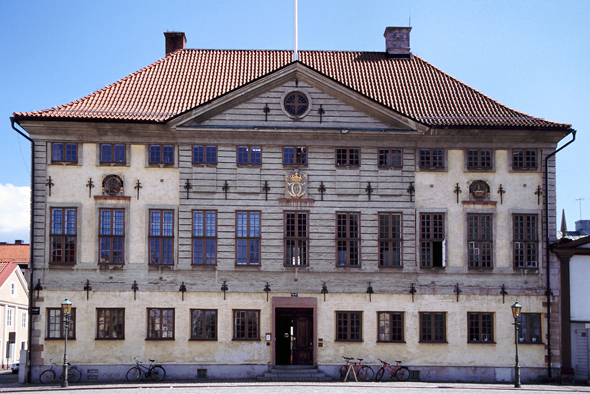
Rathaus zu Kalmar
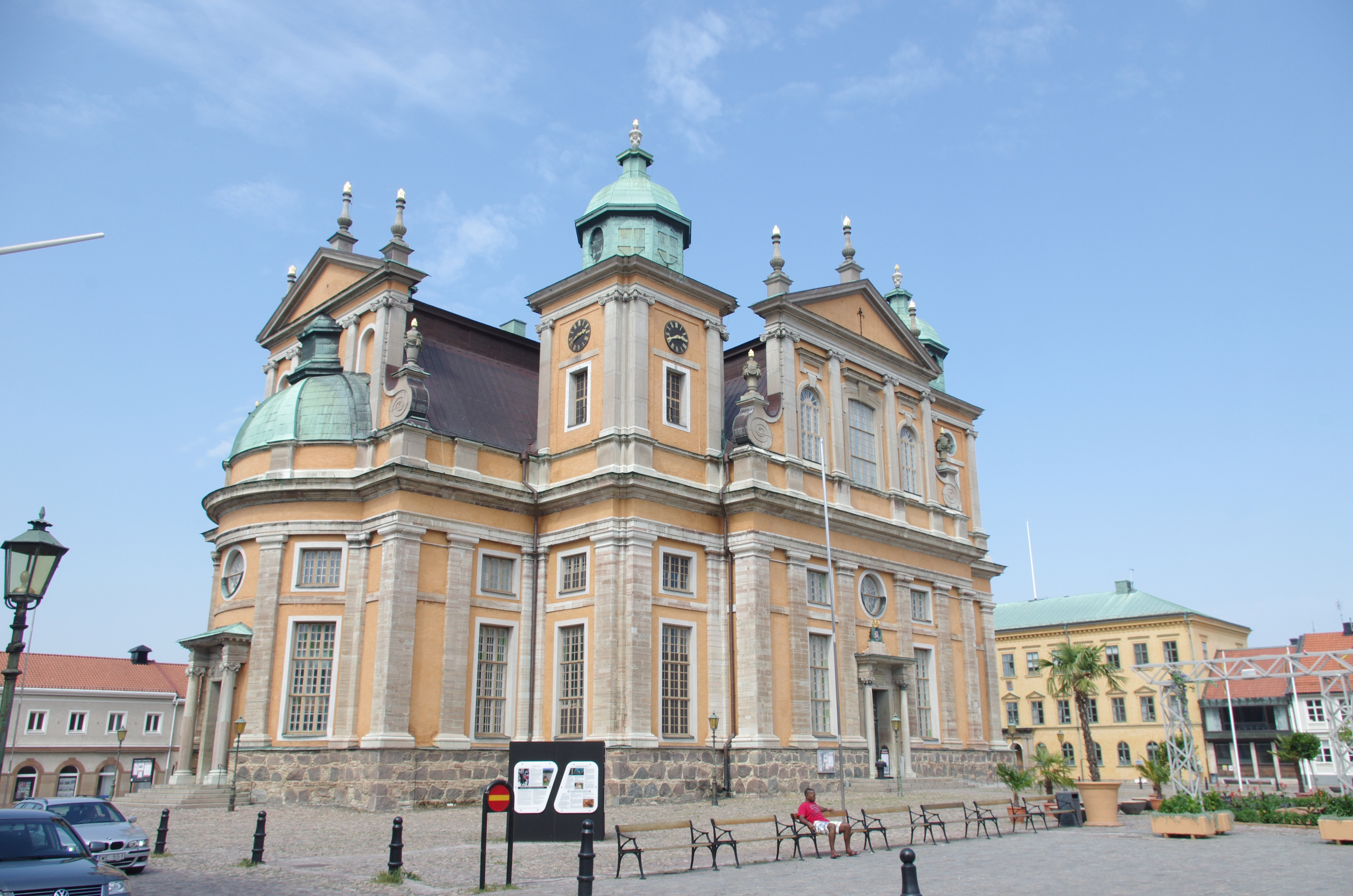
Dom zu Kalmar